# Kenny Dalglish
Sir Kenneth Mathieson „Kenny“ Dalglish MBE [dælˈɡliːʃ] (* 4. März 1951 in Dalmarnock, Glasgow) ist ein ehemaliger schottischer Fußballprofi und -trainer. 
Dalglish spielte für den schottischen Club Celtic Glasgow und für den englischen Club FC Liverpool, bei dem er später als Spielertrainer und Trainer für die erfolgreichste Ära des Vereins steht (sieben Meistertitel, fünfmal FA-Cup-Sieger, dreimal Sieger im Europapokal der Landesmeister). Der Stürmer war der erste, der sowohl in der schottischen als auch in der englischen Liga 100 Tore erzielte.
Mit 102 Länderspielen ist er Rekordnationalspieler der schottischen Nationalmannschaft und mit 30 Toren – zusammen mit Denis Law – auch bester Torschütze. Pelé nominierte ihn als einzigen Schotten für die FIFA 100 (Liste der 125 besten noch lebenden Fußballer).

## Jugend
Kenneth Mathieson Dalglish wurde am 4. März 1951 in Glasgow als Sohn eines Ingenieurs geboren. Er stammt aus einer protestantischen Familie und wuchs im Stadtteil Milton auf. Als Dalglish 14 Jahre alt war, bezog die Familie eine Hochhaus-Wohnung in Govan, einem Arbeiterviertel in unmittelbarer Nachbarschaft zum Ibrox Stadium, der Spielstätte der Glasgow Rangers.
Mit dem organisierten Fußball begann „Kenny“ in der Milton Primary School als Torwart, bevor man sein Talent als Stürmer entdeckte. Schnell machte er sich als Torjäger einen Namen und wurde für die schottische Schülernationalmannschaft nominiert. Allerdings hoffte der Rangers-Fan vergeblich auf ein Angebot seines Lieblingsklubs. Stattdessen spielte er 1966 beim FC Liverpool vor und konnte Trainer Bill Shankly von seinen Fähigkeiten überzeugen. Shankly unterbreitete dem Jugendspieler umgehend ein Vertragsangebot, das Dalglish aus Angst vor Heimweh jedoch ablehnte.

## Karriere im Verein

### Celtic Glasgow
Im Mai 1967 unterzeichnete der 16-jährige Dalglish einen Profivertrag bei Celtic Glasgow, dem katholischen Rivalen der Rangers. Co-Trainer Sean Fallon hatte den Jugendspieler zu Hause besucht und von der Unterschrift überzeugen können. Um Spielpraxis zu sammeln, wurde Dalglish zunächst für eine Saison (1967/68) an das Farmteam Cumbernauld United, aus der unterklassigen West of Scotland Football League, verliehen.
Anschließend kehrte er zu den Celtics zurück und gab am 25. September 1968 im Viertelfinale des Ligapokals gegen Hamilton Academical (4:2) sein Debüt. Allerdings sollte es noch drei Jahre dauern, bevor Dalglish den sportlichen Durchbruch schaffte. Celtic Glasgow war eine der besten Vereinsmannschaften Europas und die legendären „Lisbon Lions“ hatten im Vorjahr als erstes britisches Team überhaupt den Europapokal der Landesmeister gewonnen (siehe hier). Für Nachwuchsspieler war es nicht einfach, sich in die Mannschaft zu spielen und bis 1971 absolvierte Dalglish lediglich fünf Ligaspiele. Nachdem die Routiniers Stevie Chalmers und Willie Wallace den Klub verlassen hatten, nutzte Dalglish seine Chance und schaffte 1971/72 mit 17 Ligatreffern den sportlichen Durchbruch. Ausgerechnet im wichtigen Old-Firm-Derby gegen die Rangers (14. August 1971) war ihm per Elfmeter sein erstes Tor gelungen (2:0). Erfolgstrainer Jock Stein setzte auf die eigenen Nachwuchsspieler und traute Dalglish eine große Karriere zu. Der spielstarke Angreifer hatte großen Anteil an Celtics siebter Meisterschaft in Folge, die nach dem Gewinn des Scottish FA Cups das Double perfekt machte. Der Klub dominierte den schottischen Fußball, wurde sowohl 1972/73 als auch 1973/74 Meister (Nine in a row) und zweimal Pokalsieger (1974, 1975). Dalglish agierte zumeist als hängende Spitze auf der rechten Außenbahn und galt mittlerweile als der bestimmende Offensivspieler der Hoops. Er war sehr torgefährlich und setzte mit 41 Toren in 53 Pflichtspielen seine persönliche Bestmarke (Saison 1972/73), schaltete sich aber auch in den Spielaufbau ein und kreierte Chancen für seine Mitspieler. Nach dem Karriereende der Vereinslegende Billy McNeill, übernahm Dalglish mit nur 24 Jahren das Amt als Mannschaftskapitän (1975).
Zur Saison 1975/76 wurde die höchste Spielklasse des Landes in Scottish Premier Division umbenannt. Während Celtic Glasgow erstmals seit 12 Jahren keinen Titel gewinnen konnte, wurde Dalglish Torschützenkönig (24 Tore). In seiner letzten Spielzeit mit Celtic (1976/77) fand die Mannschaft wieder zu gewohnter Form und gewann erneut das nationale Double aus Meisterschaft und Scottish FA Cup.
Dalglish suchte eine neue sportliche Herausforderung und wechselte am 10. August 1977 für die damalige britische Rekordablöse von 440.000 £ zum FC Liverpool. Für Celtic Glasgow hat er 321 Pflichtspiele bestritten und 167 Tore erzielt. Damit liegt er an zehnter Position der ewigen Torschützenliste des Klubs. 

### FC Liverpool

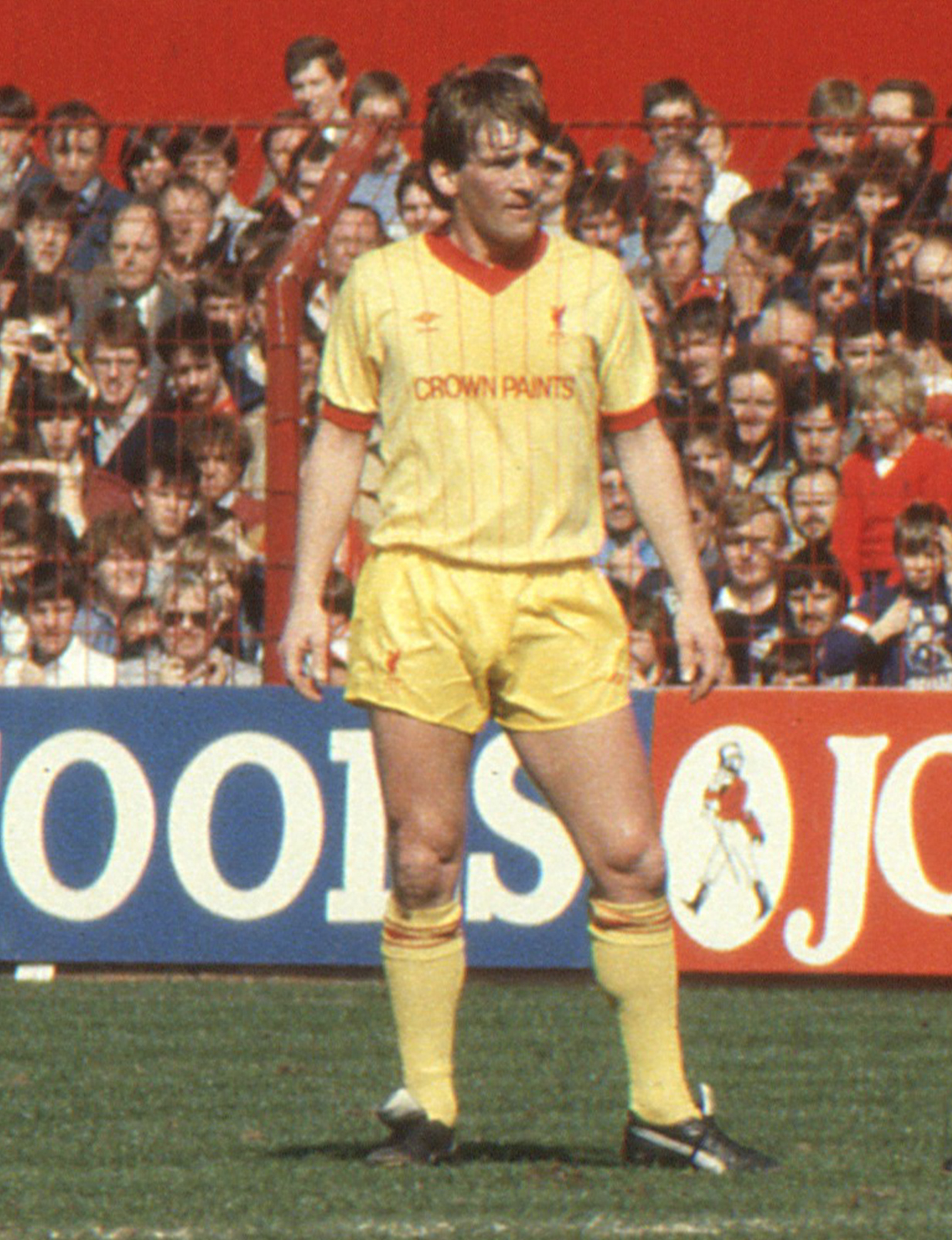
Dalglish als Spieler des FC Liverpool

Der FC Liverpool war amtierender englischer Meister sowie Europapokalsieger der Landesmeister und galt als eine der besten Vereinsmannschaften der Welt. Nach den Vorstellungen von Trainer Bob Paisley sollte Dalglish den abgewanderten Star Kevin Keegan ersetzen und übernahm dessen Trikot mit der Rückennummer 7. Unter den Anhängern der Reds gab es zunächst große Zweifel, ob der Schotte ihren ehemaligen Publikumsliebling gleichwertig ersetzen könne. Doch gleich in seinem Liga-Debüt gegen den FC Middlesbrough (1:1) am 20. August 1977, gelang Dalglish ein Tor. Der durchsetzungsstarke Angreifer passte sich der schnellen, zweikampfbetonten Spielweise an und wusste zu überzeugen. Dalglish schoss in seiner Premierensaison 20 Ligatore und in 61 Pflichtspielen traf er insgesamt 31-mal. Liverpool erreichte 1978 das Finale des Europapokals der Landesmeister gegen den FC Brügge. Dalglish erzielte den 1:0-Siegtreffer und war der umjubelte Matchwinner. Bereits nach einer Spielzeit an der Anfield Road hatte sich King Kenny als wichtigster Offensivspieler etabliert und seinen Vorgänger vergessen lassen. 
Gemeinsam mit Ray Clemence, Phil Neal, Graeme Souness, Raymond Kennedy und Emlyn Hughes prägte er mit Liverpool den englischen Fußball im folgenden Jahrzehnt. 
Die Elf von der Merseyside dominierte die Liga und wurde 1979, 1980, 1982, 1983 und 1984 englischer Meister. Liverpool stellte in dieser Zeit auf der Insel das fußballerische Maß aller Dinge dar. Dalglish war einer der beständigsten Spieler in der Geschichte der First Division und mit 21 Ligatoren in der Saison 1978/79 setzte er eine persönliche Bestmarke. 1980 wurde das walisische Sturmtalent Ian Rush verpflichtet, der von dessen Routine und Persönlichkeit profitierte. Rush löste Dalglish als bester Torschütze der „Reds“ ab, wobei Dalglish zwischenzeitlich oft im Mittelfeld agierte. 1979 und 1983 wählte man ihn zu Englands Fußballer des Jahres und 1983 war er Zweiter bei der Wahl zu Europas Fußballer des Jahres. Er war der einzige Schotte, der je solch eine Platzierung erreichte. Auch international folgten weitere Titel. 1981 besiegte man Real Madrid im Finale des Europapokals der Landesmeister und gewann die „Krone des europäischen Vereinsfußballs“ 1984 erneut, als man den AS Rom im Elfmeterschießen bezwang.
1985 stand Dalglish mit Liverpool wieder im Finale, wo man auf Italiens Meister Juventus Turin traf. Dieses Spiel sollte als die Tragödie (im Heysel-Stadion) in die Geschichte eingehen. Bei Zuschauerausschreitungen (Liverpool-Hooligans) wurden Absperrgitter durchbrochen, dabei kamen 39 Menschen ums Leben und ca. 400 wurden verletzt. Dass Liverpool Juve mit 0:1 unterlag, war nebensächlich geworden. Nach dieser Saison trat Trainer Joe Fagan zurück und seine Nachfolge trat der 34-jährige Dalglish als Spielertrainer an.

## Spielertrainer beim FC Liverpool
Ab der Saison 1985/86 war Dalglish als Spieler und Trainer und dabei auch in dieser Position sofort erfolgreich, da er die „Reds“ in seinem ersten Jahr zum Double führte (Meister und FA-Cup). Er kam zu 21 Einsätzen und erzielte drei Tore. Er wurde zum „Manager of the Year“ gewählt. In der Folgesaison wurde die Meisterschaft knapp verfehlt, Dalglish (18 Spiele / 6 Tore) begann mit dem Umbau der Mannschaft. 1987 wurde Rush zu Juventus Turin verkauft, während Peter Beardsley und John Aldridge das neue Sturmduo bildeten. Von 1987 bis 1990 absolvierte er noch drei Spiele. 1988 und 1990 folgten die Meisterschaften sieben und acht. Damit wurde man mit 18 Titeln Rekordmeister. Erst im Jahr 2011 wurde man von Manchester United mit 19 Titeln überholt.
Am 5. Mai 1990 wechselte sich der 39-jährige Dalglish im letzten Saisonspiel gegen Coventry City selbst ein, es war sein letztes Pflichtspiel. Insgesamt lief er in 515 Pflichtspielen für den FC Liverpool auf und erzielte dabei 172 Tore und ist damit bis heute einer der erfolgreichsten Spieler des Vereins und Englands überhaupt.
Am 20. Februar 1991 gab er überraschend seinen Rücktritt bekannt, obwohl die Mannschaft auf dem ersten Tabellenplatz stand. Mit seinem Rücktritt ging die große Ära des FC Liverpool zu Ende, der seit Ende der 1970er Jahre den englischen Fußball dominiert hatte. Nach 13,5 Jahren verließ Dalglish zur Legende geworden die Anfield Road. Mit Liverpool wurde er jede Saison Meister oder zumindest Vizemeister (bis auf die Saison 80/81).

## Karriere im Nationalteam

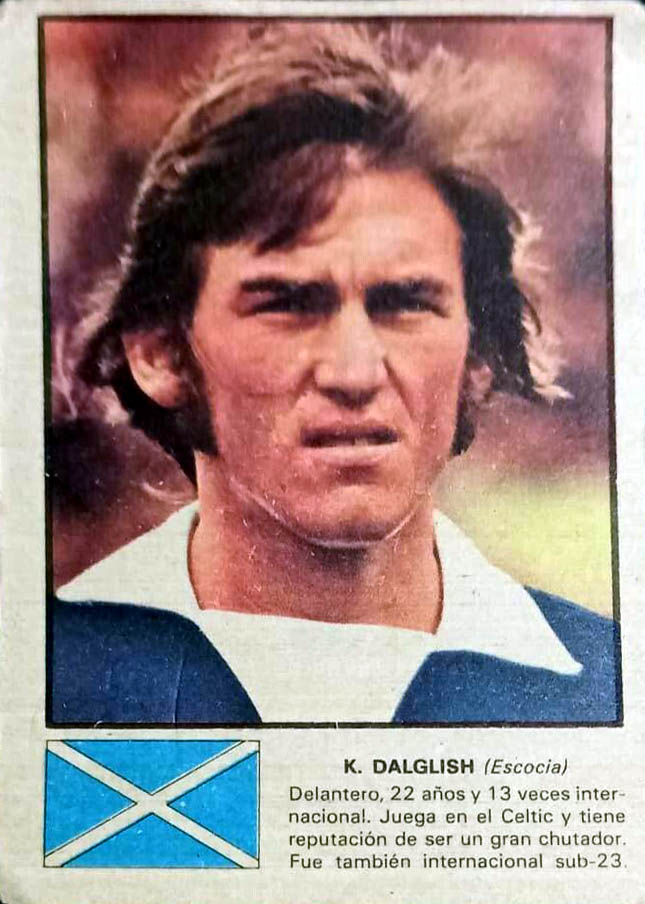
Dalglish (1974)

Sein Länderspieldebüt feierte Dalglish als 20-Jähriger am 10. November 1971, als er gegen Belgien im Pittodrie Stadium von Aberdeen eingewechselt wurde.
1974 nominierte Nationalcoach Willie Ormond für die WM 1974. In Deutschland verloren die Schotten zwar kein Gruppenspiel, mussten aber trotzdem vorzeitig die Heimreise antreten, da man hinter Brasilien und Jugoslawien nur Dritter geworden war. Dalglish stand bei allen drei Partien in der Anfangself, konnte der Mannschaft jedoch nicht seinen Stempel aufdrücken und blieb ohne Torerfolg. Doch Dalglish machte sich für die schottischen Fans unsterblich, als ihm zweimal der entscheidende Treffer gegen den großen Rivalen England gelang. Einmal wurde England im Hampden Park bezwungen (2:1) und 1977 im Wembley-Stadion (2:1).
1978 nahm Dalglish an seiner zweiten WM teil. Die Erwartungen der „Tartan army“ waren sehr hoch und man hoffte erstmals die Gruppenphase zu überstehen. Die größten Hoffnungen ruhten auf Dalglish, doch Schottland enttäuschte auf ganzer Linie und hatte lediglich einen Sieg über die Niederlande zu verbuchen, wobei Dalglish den Treffer zum 1:1 erzielte (Endstand 3:2).
Mit 31 Jahren spielte er 1982 seine dritte Weltmeisterschaft in Spanien, wo man in der Gruppe auf Brasilien, Neuseeland und die Sowjetunion traf. Schottland gewann sein Auftaktspiel gegen Neuseeland mit 5:2, wobei Dalglish ein Treffer gelang. Doch die nächsten beiden Spiele verliefen enttäuschend Dalglish wurde gegen Brasilien eingewechselt und stand gegen die UdSSR nicht auf dem Platz. Die Mannschaft schied erneut in der Vorrunde aus.
Nach 102 Einsätzen und 30 Toren absolvierte Dalglish am 12. November 1986, also fast genau 15 Jahre nach seinem Debüt, im Alter von 35 Jahren sein letztes Spiel für die Nationalmannschaft. Mit 102 Spielen ist er bis heute Rekordnationalspieler und mit 30 Toren gemeinsam mit Denis Law auch Rekordschütze seines Landes.

## Karriere als Trainer
Nachdem er beim Liverpool im Frühjahr 1991 als Trainer aufhörte, übernahm er noch im gleichen Jahr den Trainerposten bei den Blackburn Rovers, die er aus der Second Division erstmals seit 1966 wieder in die Premier League führte. Durch die finanzielle Unterstützung des Stahlmagnaten Jack Walker konnte Dalglish namhafte Spieler verpflichten (u. a. Alan Shearer). Diese halfen Blackburn, sich in der Spitze der Liga zu etablieren. Nach weiteren teuren Neuzugängen (Tim Flowers, David Batty, Chris Sutton) gewann er 1995 die Meisterschaft mit den Rovers. Er ist somit einer von nur drei Trainern, denen es gelang, mit zwei unterschiedlichen Vereinen die englische Meisterschaft zu gewinnen (Herbert Chapman mit Arsenal FC und Huddersfield Town, Brian Clough mit Derby County und Nottingham Forest). Nach dem Titel wurde Dalglish Sportdirektor bei Blackburn; Ray Harford wurde neuer Cheftrainer. 1996 verließ er den Club, bei dem er auch heute noch höchstes Ansehen genießt.
Im Januar 1997 wurde Dalglish neuer Trainer von Newcastle United und wurde auch hier wieder Nachfolger von Kevin Keegan, den er schon als Spieler bei Liverpool beerbt hatte. Titel konnte er mit den „Magpies“ nicht gewinnen, hatte aber große Momente in der Champions League, als der FC Barcelona mit 3:2 bezwungen wurde. Nach zwei Unentschieden zu Beginn der Saison 1998/99 wurde er entlassen.
Im Juni 1999 kehrte Dalglish nach Schottland zu Celtic Glasgow zurück, die ihn als Sportdirektor verpflichteten. Er installierte mit John Barnes einen ehemaligen Spieler aus seinen Liverpool-Tagen als neuen Cheftrainer, der aber wenig Erfolg hatte und schon im Februar 2000 wieder entlassen wurde. Dalglish übernahm nochmal den Posten als Trainer, gewann mit dem Team den Ligapokal (2:0-Sieg über den FC Aberdeen) und verließ anschließend die Celtics wieder.
Seitdem trat Dalglish zunächst keinen neuen Trainerposten mehr an, war aber bei verschiedenen Vereinen als Trainer im Gespräch (z. B. Preston North End 2002, FC Liverpool 2004, schottische Fußballnationalmannschaft 2004), lehnte aber ab oder es wurden ihm andere Trainer vorgezogen.
Liverpools Ex-Trainer Rafael Benítez konnte Dalglish 2009 zurück an die Anfield Road holen, wo er einen Job in der Jugendakademie des Vereins übernahm und außerdem als Repräsentant (Ambassador) tätig war. Zusätzlich wurde er im Juni 2010 damit beauftragt, einen neuen Trainer für den FC Liverpool zu finden.
Im Januar 2011 wurde Dalglish als Nachfolger von Roy Hodgson bis zum Ende der Saison 2010/11 Cheftrainer des FC Liverpool. Nach Saisonende schloss der FC Liverpool mit Dalglish einen Dreijahresvertrag ab. Am Ende der Saison 2011/12 trennte sich der Verein von Dalglish.

## Sonstiges
Kenny Dalglish steht als einziger Schotte auf der FIFA-Liste der 125 besten lebenden Fußballspieler (FIFA 100), die anlässlich des 100-jährigen Bestehens des Weltfußballverbandes 2004 herausgegeben wurde. Er wurde von den Anhängern des FC Liverpool auf Platz 1 der Liste „100 players who shook the Kop“ gewählt. In der Hymne des Clubs „Fields of Anfield Road“ wird er neben wenigen anderen aus der Historie der Mannschaft erwähnt („Where once we watched the King Kenny play – and could he play!“)
Dalglish ist Member of the Order of the British Empire (MBE). Im Jahre 2002 wurde er in die Scottish Sports Hall of Fame aufgenommen.
Zur Saison 2017/18 wurde der Centenary Stand an der Anfield Road in „The Kenny Dalglish Stand“ umbenannt.
Im November 2017 erschien ein von Stewart Sugg inszenierter Dokumentarfilm über Kenny Dalglish mit dem Titel Kenny . Die Dokumentation stieß auf ein positives Echo in den Medien und beim Publikum.

## Saisonübersicht
| Verein          | Liga             | Saison          | Liga   | Liga | FA Cup | FA Cup | Ligapokal | Ligapokal | Europapokal | Europapokal | Gesamt | Gesamt |
| Verein          | Liga             | Saison          | Spiele | Tore | Spiele | Tore   | Spiele    | Tore      | Spiele      | Tore        | Spiele | Tore   |
| --------------- | ---------------- | --------------- | ------ | ---- | ------ | ------ | --------- | --------- | ----------- | ----------- | ------ | ------ |
| Celtic Glasgow  | Division One     | 1968/69         | 0      | 0    | –      | –      | 1         | 0         | –           | –           | 1      | 0      |
| Celtic Glasgow  | Division One     | 1969/70         | 2      | 0    | –      | –      | 2         | 0         | –           | –           | 4      | 0      |
| Celtic Glasgow  | Division One     | 1970/71         | 3      | 0    | 1      | 0      | –         | –         | 1           | 0           | 5      | 0      |
| Celtic Glasgow  | Division One     | 1971/72         | 31     | 17   | 4      | 1      | 8         | 5         | 7           | 0           | 50     | 23     |
| Celtic Glasgow  | Division One     | 1972/73         | 32     | 23   | 6      | 5      | 11        | 10        | 4           | 3           | 53     | 41     |
| Celtic Glasgow  | Division One     | 1973/74         | 33     | 18   | 6      | 1      | 10        | 3         | 7           | 2           | 56     | 24     |
| Celtic Glasgow  | Division One     | 1974/75         | 33     | 16   | 5      | 2      | 8         | 3         | 2           | 0           | 48     | 21     |
| Celtic Glasgow  | Premier Division | 1975/76         | 35     | 24   | 1      | 1      | 10        | 4         | 5           | 3           | 51     | 32     |
| Celtic Glasgow  | Premier Division | 1976/77         | 35     | 14   | 7      | 1      | 10        | 10        | 2           | 1           | 54     | 26     |
| Gesamt          | Gesamt           | Gesamt          | 204    | 112  | 30     | 11     | 60        | 35        | 28          | 9           | 322    | 167    |
| FC Liverpool    | First Division   | 1977/78         | 42     | 20   | 1      | 1      | 9         | 6         | 9           | 4           | 61     | 31     |
| FC Liverpool    | First Division   | 1978/79         | 42     | 21   | 7      | 4      | 1         | 0         | 4           | 0           | 54     | 25     |
| FC Liverpool    | First Division   | 1979/80         | 42     | 16   | 8      | 2      | 7         | 4         | 2           | 0           | 59     | 22     |
| FC Liverpool    | First Division   | 1980/81         | 34     | 8    | 2      | 2      | 8         | 7         | 9           | 1           | 53     | 18     |
| FC Liverpool    | First Division   | 1981/82         | 42     | 13   | 2      | 2      | 10        | 5         | 6           | 2           | 60     | 22     |
| FC Liverpool    | First Division   | 1982/83         | 42     | 18   | 3      | 1      | 7         | 0         | 5           | 1           | 57     | 20     |
| FC Liverpool    | First Division   | 1983/84         | 33     | 7    | –      | –      | 8         | 2         | 9           | 3           | 50     | 12     |
| FC Liverpool    | First Division   | 1984/85         | 36     | 6    | 7      | 0      | 1         | 0         | 7           | 0           | 51     | 6      |
| FC Liverpool    | First Division   | 1985/86         | 21     | 3    | 6      | 1      | 2         | 1         | –           | –           | 29     | 5      |
| FC Liverpool    | First Division   | 1986/87         | 18     | 6    | –      | –      | 5         | 2         | –           | –           | 23     | 8      |
| FC Liverpool    | First Division   | 1987/88         | 2      | 0    | –      | –      | –         | –         | –           | –           | 2      | 0      |
| FC Liverpool    | First Division   | 1988/89         | 0      | 0    | –      | –      | 1         | 0         | –           | –           | 1      | 0      |
| FC Liverpool    | First Division   | 1989/90         | 1      | 0    | –      | –      | –         | –         | –           | –           | 1      | 0      |
| Gesamt          | Gesamt           | Gesamt          | 355    | 118  | 36     | 13     | 59        | 27        | 51          | 11          | 501    | 169    |
| Karriere Gesamt | Karriere Gesamt  | Karriere Gesamt | 559    | 230  | 66     | 24     | 119       | 62        | 79          | 20          | 823    | 336    |

## Erfolge als Spieler
- Schottischer Meister (4): 1972, 1973, 1974, 1977
- Schottischer Pokalsieger (4): 1972, 1974, 1975, 1977
- Schottischer Ligapokalsieger (1): 1975
- Drybrough Cup (1): 1974

- Englischer Meister (6): 1979, 1980, 1982, 1983, 1984, 1986
- Englischer Ligapokalsieger (4): 1981, 1982, 1983, 1984
- FA Community Shield (4): 1977, 1979, 1980, 1982
- Europapokal-der-Landesmeister-Sieger (3): 1978, 1981, 1984
- UEFA-Super-Cup-Sieger (1): 1977
- Englands Fußballer des Jahres (2): 1979, 1983
- Europas Fußballer des Jahres: Zweiter 1983

## Erfolge als Trainer / Spielertrainer
- Englische Meisterschaft: 1986, 1988, 1990, 1995
- FA Cup: 1986, 1989
- League Cup: 2012
- FA Community Shield: 1986, 1988, 1989, 1990
- Scottish League Cup: 2000
- Premier League Manager of the Season: 1995